# Discografia de Lobão
A discografia de Lobão, cantor brasileiro de rock, inicia-se no ano de 1982 com o álbum Cena de cinema, de 1982, lançado pela gravadora RCA Records.
Na sua carreira o cantor gravou doze álbuns de estúdios e quatro álbuns gravados ao vivo e além de duas coletâneas. Entre sua gravadoras, estão a RCA, BMG Music Brasil, Universal Music Group, Virgin Group, Tratore, Deckdisc, além de gravadoras que se mantém de maneira independente.

## Álbuns

### Álbuns de estúdio
| Álbum                                                   | Detalhes                                                                                           | Vendas                    | Certificações |
| ------------------------------------------------------- | -------------------------------------------------------------------------------------------------- | ------------------------- | ------------- |
| Cena de Cinema                                          | - Lançado: 1982 - Gravadora: RCA - Formato: LP, K7, CD                                             | 8.000                     |               |
| Ronaldo Foi pra Guerra (com Os Ronaldos)                | - Lançado: 1984 - Gravadora: RCA - Formato: LP, K7, CD, Streaming                                  | 25.000                    |               |
| O Rock Errou                                            | - Lançado: 30 de março de 1986 - Gravadora: RCA - Formato: LP, K7, CD                              | Brasil: 100 mil (ouro)    |               |
| Vida Bandida                                            | - Lançado: 1987 - Gravadora: RCA - Formato: LP, K7, CD, Streaming                                  | Brasil: 350 mil (platina) |               |
| Cuidado!                                                | - Lançado: Agosto de 1988 - Gravadora: RCA - Formato: LP, K7                                       | 100 mil (ouro)            |               |
| Sob o Sol de Parador                                    | - Lançado: 10 de Agosto de 1989 - Gravadora: RCA/BMG Music Brasil - Formato: LP, K7, CD, Streaming | 80 mil                    |               |
| O Inferno É Fogo                                        | - Lançado: 24 de setembro de 1991 - Gravadora: BMG Music Brasil - Formato: LP, K7, CD              | 40 mil                    |               |
| Nostalgia da Modernidade                                | - Lançado: 1995 - Gravadora: Virgin - Formato: CD                                                  | 23 mil                    |               |
| Noite                                                   | - Lançado: 1998 - Gravadora: Universal - Formato: CD                                               |                           |               |
| A Vida É Doce                                           | - Lançado: 1999 - Gravadora: Universo Paralelo - Formato: CD, Streaming                            | 100 mil                   |               |
| Canções dentro da Noite Escura                          | - Lançado: 2005 - Gravadora: Universo Paralelo - Formato: CD, Streaming                            | 21 mil                    |               |
| O Rigor e a Misericórdia                                | - Lançado: 2016 - Gravadora: Universo Paralelo/Tratore - Formato: CD, Streaming                    |                           |               |
| Antologia Politicamente Incorreta dos Anos 80 pelo Rock | - Lançado: 2018 - Gravadora: Universo Paralelo/Radar Records - Formato: CD, LP e Streaming         |                           |               |

### Álbuns ao vivo
| Álbum                                                      | Detalhes                                                                                | Vendas         | Ceritificações |
| ---------------------------------------------------------- | --------------------------------------------------------------------------------------- | -------------- | -------------- |
| Vivo                                                       | - Lançado: Janeiro de 1990 - Gravadora: BMG Music Brasil - Formato: LP, CD, Streaming   |                |                |
| 2001: Uma Odisseia no Universo Paralelo                    | - Lançado: 2001 - Gravadora: Universo Paralelo - Formato: CD                            |                |                |
| Acústico MTV                                               | - Lançado: 2007 - Gravadora: Sony BMG Music Entertainment - Formato: CD, DVD, Streaming | Brasil: 23 mil |                |
| Lobão Elétrico: Lino, Sexy & Brutal (Ao Vivo Em São Paulo) | - Lançado: 2 de outubro de 2012 - Gravadora: Deckdisc - Formato: CD, DVD, Streaming     |                |                |

### Compilações
| Álbum                | Detalhes                                                                    | Vendas | Ceritifcações |
| -------------------- | --------------------------------------------------------------------------- | ------ | ------------- |
| O Essencial De Lobão | - Lançado: 1999 - Gravadora: BMG Music Brasil - Formato: CD                 |        |               |
| Box Lobão - 81/91    | - Lançado: 2010 - Gravadora: Sony BMG Music Entertainment - Formato: CD, LP |        |               |

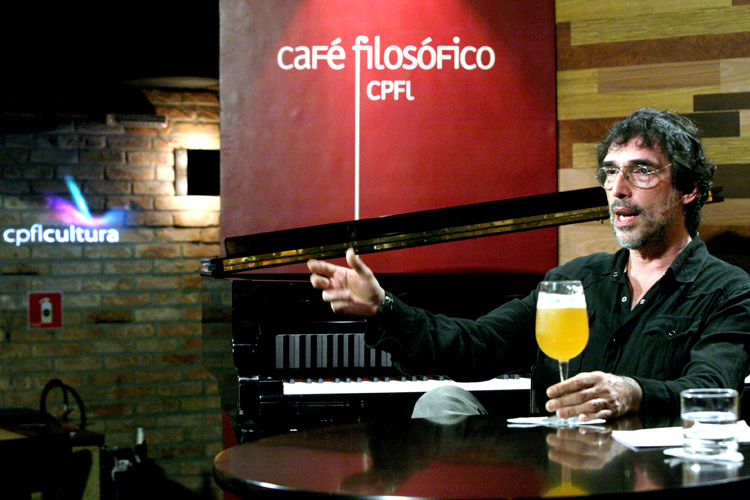
Lobão em 2009

## Singles
| Ano  | Single                                | Álbum                    |
| ---- | ------------------------------------- | ------------------------ |
| 1984 | Me Chama                              | Ronaldo Foi pra Guerra   |
| 1985 | Décadence Avec Élégance/Mal Nenhum    |                          |
| 1986 | Canos silenciosos                     | O Rock Errou             |
| 1987 | Rádio Blá                             | Vida Bandida             |
| 1987 | Chorando no Campo                     | Vida Bandida             |
| 1987 | Vida Louca Vida                       | Vida Bandida             |
| 2010 | Das Tripas, Coração/Song For Sampa    | 50 Anos a Mil            |
| 2013 | Eu Não Vou Deixar                     |                          |
| 2016 | O Rigor e a misericórdia              | O Rigor e a Misericórdia |
| 2016 | O Que É a Solidão em Sermos Nós?      |                          |
| 2017 | O Bobo (part. especial Roger Moreira) |                          |
| 2019 | Com a Graça de Deus                   |                          |
| 2019 | Valkiria Queen                        |                          |

## Trilhas sonoras
- Top Model - "Essa noite não" [6]
- Brega & Chique - "Blá Blá Blá...Eu Te Amo"[7]
- Cilada.com - "Por Tudo o Que For"[8]
- A Mulher Invisível - "Essa noite não"[9]
- Luzia Homem - "Blá Blá Blá...Eu Te Amo"[10]
- Senhora do Destino - "Corações psicodélicos"[11]
- Os Normais - O Filme - "Vida Louca Vida"[12]